# Hussain Karimi
Hussain Karimi (Manama, 15 december 1983) is een Bahreins autocoureur.

## Carrière
Karimi begon zijn autosportcarrière in 2011 in de Batelco 2000cc Challenge, waarin hij uitkwam met een Honda CRX en werd vierde in het kampioenschap. In 2012 reed hij niet mee, maar in 2013 keerde hij terug en werd zesde in de eindstand. In 2014 had hij zijn beste seizoen met vier overwinningen en een tweede plaats in de eindstand, gevolgd door nog een tweede plaats in 2015 met één overwinning. In 2016 won hij twee races en werd hij derde in het kampioenschap.
In 2016 maakte Karimi tevens zijn debuut in de TCR International Series in een Seat León Cup Racer voor het team Bas Koeten Racing tijdens zijn thuisrace op het Bahrain International Circuit. Hij eindigde de races hier als zeventiende en twaalfde.